# Jean Stéphenne
Jean, baron Stéphenne, né le 1er septembre 1949, à Furfooz (Belgique), est un scientifique et homme d'affaires belge, spécialiste de la biologie et de la production de vaccins.

## Biographie
Il est né dans une famille d'agriculteurs de Furfooz. En 1972, il devient ingénieur agronome spécialisé en bio-industrie à Gembloux Agro-Bio Tech et obtient un M.B.A. de l'université catholique de Louvain en 1980.
Sa carrière commence en 1974 au sein de SmithKline-Rit (futur  GSK Biologicals, à Rixensart). Lorsqu'il entre dans la société, elle ne compte que 50 employés. D'abord il développe un vaccin contre l'hépatite B. Il gravit ensuite tous les échelons dans la même société. En 1984, il devient directeur R&D puis en 1991 patron de GSK Biologicals.
Il développe la firme qui sous sa direction devient le n° 1 mondial des vaccins et atteint un effectif de 12.000 personnes, ce qui en fait l'une des toutes premières entreprises de Wallonie.
Il  participe  à  la  création  du  Centre  de  Recherche  Inter-Universitaire en Vaccinologie (CRIV), une fondation créée en 1995. 
Il est président de l'Union Wallonne des Entreprises (UWE) de 1997 à 2000. Il se préoccupe de faire venir des investisseurs étrangers en Wallonie. De 2008 à 2012, il représente la Belgique dans l'Alliance Globale pour les Vaccins et l’Immunisation (GAVI).
Il œuvre pour la distribution de vaccins dans les pays pauvres, afin de contrer le SIDA, la malaria, la tuberculose, et ce grâce à une politique de prix différenciés, et à un partenariat avec la Fondation Bill et Melinda Gates.
Il a aussi été président de BESIX Group S.A./N.V. et de TiGenix (en) N.V.. 
Ayant pris sa retraite de GSK Biologicals, il est membre des conseils d'administration de plusieurs entreprises, notamment : Bone Therapeutics, dont il prend la présidence en 2018, Vaxxilon, et Bepharbel. Depuis 2013, il est président du conseil d'administration de OncoDNA (en).
Le 2 avril 2020, il est nommé président du conseil de surveillance de CureVac, une grosse startup allemande dont l'objectif est de créer des nouveaux vaccins utilisant les ARN messager, notamment contre le COVID-19. Il promet une campagne de tests imminente avec le nouveau vaccin.

## Distinctions
En 1991, il est élu manager de l'année en Belgique. 
En 2001, Jean Stéphenne reçoit le titre de baron à vie de la part du roi Albert II.
Le 26 septembre 2004, il devient citoyen d'honneur de la ville de Gembloux qui l'honore pour avoir eu un rôle essentiel dans la création du parc scientifique CREALYS.
En 2005, il reçoit le prix de l'innovation de l'INSEAD.
En 2006, il est Docteur Honoris Causa de l’université de Gembloux.
En 2011, il devient président de la Fondation Louvain qui soutient la recherche à l'UCL, et finance plusieurs chaires de recherche.
En 2011, la région Wallonie lui décerne la médaille de commandeur du Mérite Wallon.
En 2014, il a été nommé Chevalier Honoraire de l'Ordre de l'Empire britannique en signe de reconnaissance pour son travail.

## Personnalité
D'après Daniel Portetelle : « JS pour les intimes de GSK, capitaine d’entreprise, visionnaire, curieux,  direct,  exigeant  pour  lui-même  et  par  conséquent exigeant  avec  les  autres,  tenace  ou  têtu  pour  d’autres,  «côté humain» de la personne, travailleur infatigable même jusqu’au-boutiste, optimiste de nature n’hésitant pas à lâcher «that’s life» quand les choses ne se passent pas comme il veut, attachement inconditionnel  à  la  Wallonie  et  à  son  développement,  leader charismatique, force de caractère, fin stratège dans la discussion et  la  prise  de  décision,  calme  admirable,  liens  indéfectibles envers la famille, grand bricoleur et jardinier à ses heures .... ».